# 釜利谷南
釜利谷南（かまりやみなみ）は、神奈川県横浜市金沢区の地名。現行行政地名は釜利谷南一丁目から釜利谷南四丁目。住居表示実施済み区域。

## 地理
金沢文庫パークタウンやニューライフ金沢文庫など、戸建てや集合住宅が混在した住宅街として開発された。三丁目には1986年に関東学院大学金沢文庫キャンパスが開設され、主に文学部が使用するほか、グラウンドや野球場も置かれている。

### 面積
面積は以下の通りである。
| 丁目           | 面積（km²） |
| -------------- | ----------- |
| 釜利谷南一丁目 | 0.111       |
| 釜利谷南二丁目 | 0.304       |
| 釜利谷南三丁目 | 0.315       |
| 釜利谷南四丁目 | 0.175       |
| 計             | 0.905       |

### 地価
住宅地の地価は、2024年（令和6年）7月1日の神奈川県地価調査によれば、釜利谷南4-24-20の地点で15万6000円/m²となっている。

## 歴史

### 沿革
1993年以前の沿革は、釜利谷町#歴史を参照。
- 1993年（平成5年）10月18日 - 住居表示（金沢区釜利谷・大川第二次地区）の実施に伴い、釜利谷町、高舟台二丁目の各一部から釜利谷南一丁目〜八丁目が新設され、これらの地域で住居表示を実施する[7]。

### 町名の変遷
| 実施後         | 実施年月日                | 実施前（各町名ともその一部）     |
| -------------- | ------------------------- | -------------------------------- |
| 釜利谷南一丁目 | 1993年（平成5年）10月18日 | 釜利谷町（一部）                 |
| 釜利谷南二丁目 | 1993年（平成5年）10月18日 | 釜利谷町、高舟台二丁目（各一部） |
| 釜利谷南三丁目 | 1993年（平成5年）10月18日 | 釜利谷町（一部）                 |
| 釜利谷南四丁目 | 1993年（平成5年）10月18日 | 釜利谷町（一部）                 |

## 世帯数と人口
2025年（令和7年）6月30日現在（横浜市発表）の世帯数と人口は以下の通りである。
| 丁目           | 世帯数    | 人口    |
| -------------- | --------- | ------- |
| 釜利谷南一丁目 | 609世帯   | 1,336人 |
| 釜利谷南二丁目 | 1,663世帯 | 3,532人 |
| 釜利谷南三丁目 | 336世帯   | 777人   |
| 釜利谷南四丁目 | 578世帯   | 1,287人 |
| 計             | 3,186世帯 | 6,932人 |

### 人口の変遷
国勢調査による人口の推移。
| 年                 | 人口  |
| ------------------ | ----- |
| 1995年（平成7年）  | 7,997 |
| 2000年（平成12年） | 8,010 |
| 2005年（平成17年） | 8,154 |
| 2010年（平成22年） | 7,827 |
| 2015年（平成27年） | 7,562 |
| 2020年（令和2年）  | 7,321 |

### 世帯数の変遷
国勢調査による世帯数の推移。
| 年                 | 世帯数 |
| ------------------ | ------ |
| 1995年（平成7年）  | 2,456  |
| 2000年（平成12年） | 2,608  |
| 2005年（平成17年） | 2,806  |
| 2010年（平成22年） | 2,852  |
| 2015年（平成27年） | 2,844  |
| 2020年（令和2年）  | 2,963  |

## 学区
市立小・中学校に通う場合、学区は以下の通りとなる（2024年11月時点）。
| 丁目           | 番・番地等             | 小学校                 | 中学校               |
| -------------- | ---------------------- | ---------------------- | -------------------- |
| 釜利谷南一丁目 | 全域                   | 横浜市立釜利谷南小学校 | 横浜市立釜利谷中学校 |
| 釜利谷南二丁目 | 1〜7番 42番〜43番10号  | 横浜市立釜利谷南小学校 | 横浜市立釜利谷中学校 |
| 釜利谷南二丁目 | 8〜41番 43番38号〜58番 | 横浜市立高舟台小学校   | 横浜市立釜利谷中学校 |
| 釜利谷南三丁目 | 全域                   | 横浜市立釜利谷南小学校 | 横浜市立釜利谷中学校 |
| 釜利谷南四丁目 | 全域                   | 横浜市立釜利谷南小学校 | 横浜市立釜利谷中学校 |

## 事業所
2021年（令和3年）現在の経済センサス調査による事業所数と従業員数は以下の通りである。
| 丁目           | 事業所数 | 従業員数 |
| -------------- | -------- | -------- |
| 釜利谷南一丁目 | 11事業所 | 35人     |
| 釜利谷南二丁目 | 47事業所 | 538人    |
| 釜利谷南三丁目 | 11事業所 | 374人    |
| 釜利谷南四丁目 | 16事業所 | 131人    |
| 計             | 85事業所 | 1,078人  |

### 事業者数の変遷
経済センサスによる事業所数の推移。
| 年                 | 事業者数 |
| ------------------ | -------- |
| 2016年（平成28年） | 67       |
| 2021年（令和3年）  | 85       |

### 従業員数の変遷
経済センサスによる従業員数の推移。
| 年                 | 従業員数 |
| ------------------ | -------- |
| 2016年（平成28年） | 959      |
| 2021年（令和3年）  | 1,078    |

## 施設
- 関東学院大学金沢文庫キャンパス
- 横浜市立釜利谷中学校
- 横浜市立釜利谷南小学校
- 白山道
- 白山道奥磨崖仏

## その他

### 日本郵便
- 郵便番号 : 236-0045[3]（集配局：横浜金沢郵便局[17]）

### 警察
町内の警察の管轄区域は以下の通りである。
| 丁目           | 番・番地等 | 警察署     | 交番・駐在所 |
| -------------- | ---------- | ---------- | ------------ |
| 釜利谷南一丁目 | 全域       | 金沢警察署 | 釜利谷交番   |
| 釜利谷南二丁目 | 全域       | 金沢警察署 | 釜利谷交番   |
| 釜利谷南三丁目 | 全域       | 金沢警察署 | 釜利谷交番   |
| 釜利谷南四丁目 | 全域       | 金沢警察署 | 釜利谷交番   |